# Dysomma goslinei
Dysomma goslinei is een straalvinnige vissensoort uit de familie van kuilalen (Synaphobranchidae). De wetenschappelijke naam van de soort is voor het eerst geldig gepubliceerd in 1976 door Robins & Robins.